# Clan Hueso Duro
Clan Hueso Duro es un grupo de rap colombiano. Creado en Bogotá en 1995.

## Historia
Creado en 1995 en el barrio Garcés Navas de la localidad de Engativá en Bogotá. Sus integrantes originales son Jay M Vee, Damián Jeremy, Tosco, Killa Bone, Jacob Izasa. Tras haber grabado 3 discos y presentado 4 veces en el festival Hip Hop al Parque (en 2004, 2006,2008 y 2012) en 2014 se separa Jay M Vee para realizar su carrera como solista.Los miembros que continuaron con el grupo se han presentado en otros festivales y han continuado produciendo sencillos.

## Discografía

### Álbumes
- La Guerra es en lo Alto (2003)
- Crónicas (2007)
- Honor, Jerarquía y Rigor  (2010)

### Sencillos
- Let me show ya (2017)
- Tragos amargos (2017)
- Supremacy (2018)
- Sin errores (2018)
- Infierno (2019)
- Lorenzo (2019)
- Miles de historias remix (2019)
- Más allá del tiempo (2020)
- Algo anda mal - Chypher (2021)
- Crónicas - Chyper (2021)
- Leyendas (2021)
- Tinta y papel (2022)
- Invictos (2022)
- Algo anda mal (2024)
- No es tan fácil (2024)